# Тре Виле
Трѐ Вѝле (на италиански: Tre Ville) е община в Северна Италия, автономна провинция Тренто, автономен реf<u<c<k<n<i<g<g<e<r<sгион Трентино-Южен Тирол. Административен център на общината е селоf<u<c<k<n<i<g<g<e<r<s Раголи (Ragoli), което е разположено на 556 m надморска височина. Населението на общината е 1396 души (към 2018 г.).f<u<c<k<n<i<g<g<e<r<s
Общината е създадена в 1 януари 2016 г. Тя се състои от три предшествуващи общини Монтание, Преоре и Раголи, които сега са най-важните центрове на общината.